# Ернест Тапаї
Ернест «Ерні» Тапаї (англ. Ernest "Ernie" Tapai, нар. 14 лютого 1967, Перт) — австралійський футболіст, що грав на позиції захисника, півзахисника, зокрема за національну збірну Австралії.

## Клубна кар'єра
У дорослому футболі дебютував 1985 року виступами за команду «Футскрай ДЖАСТ», в якій провів чотири сезони, взявши участь у 100 матчах чемпіонату. Згодом відіграв сезон у складі «Саншайн Джордж Кросс» і два сезони за «Аделаїда Сіті».
1992 року був запрошений до англійського «Сток Сіті», утім в іграх англійської першості за його команду так і не дебютував. Натомість за рік перебрався до португальського клубу «Ештуріл-Прая», в якому також не зумів закріпитися.
1994 року повернувся на батьківщину, де гра за «Гіппсланд Фалконс», «Коллінгвуд Ворріорс» та «Перт Глорі».
Завершував ігрову кар'єру у Сінгапурі, де у 1998–2000 роках грав за «Гоум Юнайтед», а протягом частини 2001 року за «Клементі Халса».

## Виступи за збірну
1990 року дебютував в офіційних матчах у складі національної збірної Австралії.
У складі збірної був учасником Кубку націй ОФК 1996 року, де австралійці стали переможцями. Згодом разом зі збірною здобував срібні нагороди на Кубку конфедерацій 1997 року та Кубку націй ОФК 1998 року.
Загалом протягом кар'єри в національній команді, яка тривала 9 років, провів у її формі 37 матчів, забивши 6 голів.